# Centre de détention de Villenauxe-la-Grande
Le centre de détention de Villenauxe-la-Grande est un centre de détention français situé dans la commune de Villenauxe-la-Grande, dans le département de l'Aube et dans la région Grand Est.
L'établissement dépend du ressort de la direction interrégionale des services pénitentiaires de Strasbourg. Au niveau judiciaire, l'établissement relève du tribunal judiciaire de Troyes et de la cour d'appel de Reims.

## Histoire
L'établissement est construit dans le cadre du « Programme 13 000 » et ouvre en 1989 avec seulement deux bâtiments de détention d'une capacité de 400 places. Un troisième bâtiment est construit par la suite et est mis en service en 2009, offrant ainsi 200 places supplémentaires.

## Description
Situé Route de Sézanne à Villenauxe-la-Grande, le centre de détention est l'un des quatre établissements pénitentiaires du département. Il dépend du ressort de la direction interrégionale des services pénitentiaires de Strasbourg et, au niveau judiciaire, relève du tribunal judiciaire de Troyes et de la cour d'appel de Reims.
Installé sur une superficie de 11,7 hectares, l'établissement a une capacité d'accueil de 406 places exclusivement pour des détenus majeurs hommes condamnés à des peines de un an et plus et composé exclusivement en quartier « Centre de détention Hommes ».
Il est composé de trois bâtiments de détentions, d'un bâtiment administratifs et d'autres bâtiments comme des ateliers.
L'établissement dispose normalement d'une capacité de 606 places, mais un bâtiment d'une capacité de 200 places est fermé depuis 2015 du fait d'un manque de personnel. La réduction de la capacité d'accueil de l'établissement est officialisée par une note de la direction de l'Administration pénitentiaire en date du 1er août 2018.
L'établissement est en effet particulièrement excentré par rapport aux grandes agglomérations et par conséquent très peu attractif pour attirer des agents. Il est en effet situé à 60 km de Troyes et à 120 km de Paris. Aucun moyen de transport collectif ne dessert l’établissement qui n’est accessible que par la route. Les gares ferroviaires les plus proches sont celles de Nogent-sur-Seine, situé à 15 km, et de Provins, situé à 20 km,. Afin d'attirer et de fidéliser le personnel, la DAP a mis en place une prime de fidélisation, mais la situation sociale dans l'établissement est parfois assez dégradée.
Au 1er février 2022, l'établissement accueillait 352 détenus, soit un taux d'occupation de 86.7%.
L'établissement fonctionne en « gestion mixte déléguée », toutes les missions relatives à l'entretien de l'établissement, à la restauration ou aux prestations « d’hôtellerie » étant assurées par une société privée.

## Détenus notables
Alain Péligat, condamné dans le cadre de l'affaire de l'Arche de Zoë, est incarcéré dans l'établissement en 2008.

## Événements notables
En juin 2017, un surveillant est pris en otage par un détenu, ce qui nécessite l'intervention du GIGN et des ERIS, la prise d'otage se terminant dans la soirée,. Un an plus tard jour pour jour, en juin 2018, un détenu prend à nouveau en otage une surveillante. La prise d'otage nécessite l'intervention des ERIS et se termine en fin de matinée,. Cette prise d'otage entraine un mouvement social et un blocage de l'établissement par le personnel le lendemain.
En septembre 2019, un détenu tente de prendre en otage un surveillant mais ce dernier est libéré par d'autres détenus. Le preneur d'otage récidive quelques jours plus tard à l'hôpital de Troyes.
En janvier 2020, le personnels de la société Sodexo, qui assure les prestations de « gestion mixte » de l'établissement, se mettent en grève afin de dénoncer leurs conditions de travail. Ce mouvement touche également d'autres établissements gérés par la même société, tels que le centre de détention de Saint-Mihiel et le centre pénitentiaire de Villefranche-sur-Saône.
En juin 2020, un détenu agresse deux fois le même surveillant en une semaine.
Durant la pandémie de COVID-19, l'établissement est plusieurs fois un cluster de l'épidémie, notamment en octobre 2020 et en janvier 2022,
L'établissement connait également plusieurs périodes de situation sociale dégradée notamment remontées dans la presse,,, et le CGLPL.